# Jón Bjarnason
Jón Bjarnason (ur. 26 grudnia 1943) – islandzki polityk, były szef klubu parlamentarnego Ruchu Zieloni-Lewica, poseł do Alþingi w latach 1999–2013, minister rybołówstwa i rolnictwa w rządzie Jóhanny Sigurðardóttir (10 maja 2009-23 maja 2013).